# Trifolieae
Trifolieae is een tribus uit de vlinderbloemenfamilie (Fabaceae). De tribus telt zes geslachten met ongeveer 485 soorten, die voorkomen in de gematigde regio's van het noordelijk halfrond van de Oude Wereld.

## Geslachten
- Medicago L.
- Melilotus Mill.
- Ononis L.
- Parochetus Buch.-Ham. ex D. Don
- Trifolium L.
- Trigonella L.